# Arctodiaptomus johanseni
Arctodiaptomus johanseni is een eenoogkreeftjessoort uit de familie van de Diaptomidae. De wetenschappelijke naam van de soort is voor het eerst geldig gepubliceerd in 1986 door Marsh, 1920.